# Laurent Strozzi
Pour les autres membres de la famille, voir Famille Strozzi.
Laurent Strozzi, en italien Lorenzo Strozzi, né à Florence le 3 décembre 1513, mort à Avignon le 14 décembre 1571, est un prélat d'origine italienne, archevêque et cardinal.

## Biographie
Laurent Strozzi est né Florentin, fils de Philippe Strozzi le Jeune et de Clarice de Médicis, nièce du pape Léon X. Il était ainsi issu des deux grandes familles rivales et pourtant alliées de Florence, les Strozzi et les Médicis. Il se trouvait ainsi petit-neveu du pape Léon X et cousin de Catherine de Médicis reine de France.
Après avoir fait ses études à Pise et à Padoue, chassé avec sa famille de Florence, il passa en France où il servit dans les armes et devient un grand capitaine. Henri II en fit son lieutenant dans la province de Languedoc ou il réduisit plusieurs places fortes que les religionnaires occupaient et servit sous son frère Pierre Strozzi qui deviendra plus tard maréchal de France.
Il entra ensuite dans le clergé et fut abbé de Sainte Marie de Staffard, en Piémont en 1550. Catherine de Médicis le fit conseiller d'Etat et, après la démission de François Gouffier de Bonnivet, le 5 décembre 1547, évêque de Béziers en 1548; mais il ne fut sacré que le 5 juin 1550. 

En 1548, le roi Henri II le nomma abbé de Saint-Victor de Marseille, cependant l'abbaye avait déjà été donnée par le pape Paul III au cardinal d'Urbin, Jules Feltri de La Rovère et il ne l'aura que vingt ans plus tard. En contrepartie, Paul IV le nomma cardinal lors du consistoire tenu le 20 décembre 1555, et lui donna le chapeau le 15 mars 1557 au titre de Sainte-Balbine.
Le 14 avril 1561, il fut transféré à l'évêché d'Albi et fit son entrée solennelle  le 6 octobre 1561 accompagné des abbés de Saint-Hubert, de Fontchaude et de plusieurs notables gens, tant d'église que d'autres de robes longues et courtes, à cheval. Il conservait une pension de 3 000 livres tournois sur le siège de Béziers.

Nommé lieutenant-général du roi en pays Albigeois, il eut à son service des compagnies d'Italiens qu'il commanda quelquefois lui-même ou qu'il fit diriger sur les villes dont le parti de la réforme s'était emparé.

Il fit lever des impositions considérables pour l'entretien des gens de guerre dans les diocèses d'Albi, de Castres et de Lavaur. Le 6 décembre 1562, il écrivait à la Reine qu'il avait repris sur les religionnaires une partie du diocèse d'Albi, sans avoir touché au deniers du Roi, et qu'il allait faire de même dans celui de Castres, mais qu'il avait besoin de secours. On trouvera fréquemment son nom dans les documents sur les guerres de religion.

Il abandonne aux consuls d'Albi, le 19 juin 1563, la propriété du collège de Sainte-Gemme, situé dans cette même ville, et leur donne 100 écus d'or pour réparer cet ancien établissement où furent élevés plusieurs grands personnages tels que le cardinal d'Armagnac, Adhémar natif de Montels qui deviendra évêque de Marseille, Guillaume le Blanc, albigeois qui fut nommé évêque de Grasse et de Vence.
En 1567, il permuta avec son neveu Philippe de Rodolphe l'évêché d'Albi (sur lequel il retenait 17 000 livres annuelles) contre l'abbaye Saint-Victor de Marseille : tous deux furent préconisés le 5 février 1568. Il fut nommé, le 14 avril 1568, archevêque d'Aix où il remplaça Jean de Saint-Chamond révoqué pour apostasie.
L'Histoire générale du Languedoc affirme qu'il fut comblé de bénéfices par la reine Catherine de Médicis, sa cousine. L'auteur de la Gallia Christiana Novissima note que son nom apparaît retranscrit de très nombreuses manières : Astroci, Estroci, Stroci, Stroissy, Astrocio…
Il signait toujours en italien : Il cardinal Strozzi. Mort à Avignon le 14 décembre 1571, il fut enseveli dans la collégiale Saint-Agricol.

## Sources
- J.H. Albanès, Gallia Christiana Novissima, vol. I, 1re partie, Province d'Aix, Montbéliard, Paul Hoffmann, 1895, col. 121-123.
- Dom Claude Devic, dom Joseph Vaissète, Histoire générale de Languedoc, vol. IV, Toulouse, Privat, 1876 (réimp. 2003) (ISBN 978-2-84575-165-1 et 2-84575-165-6).
- Notices d'autorité :   - VIAF
  - IdRef